# جينيفر دالغرين
جينيفر دالغرين فيتزنر (بالإسبانية: Jennifer Dahlgren)‏ هي رامية مطرقة أرجنتينية ولدت في يوم 21 أبريل 1984 في مدينة بوينس أيرس عاصمة الأرجنتين، أبرز إنجازاتها هو فوزها بالميدالية البرونزية في دورة الألعاب الأمريكية 2007 في ريو دي جانيرو، كما فازت بعدة ميداليات ذهبية في بطولة أمريكا الجنوبية لألعاب القوى، وهي صاحبة أفضل رمية مطرقة في أمريكا الجنوبية ب73.74 متر، جينيفر قضت معظم حياتها في الولايات المتحدة وأكملت هناك دراستها في جامعة جورجيا وهي من أصل سويدي ألماني.

## روابط خارجية
- جينيفر دالغرين على موقع الاتحاد الدولي لألعاب القوى (الإنجليزية)
- جينيفر دالغرين على موقع الدوري الماسي (الإنجليزية)
- جينيفر دالغرين على موقع اللجنة الأولمبية الدولية (الإنجليزية)
- جينيفر دالغرين على موقع أوليمبيديا (الإنجليزية)
- جينيفر دالغرين على موقع اللجنة الأولمبية الأرجنتينية (الإسبانية)
- جينيفر دالغرين على موقع اللجنة الأولمبية الأرجنتينية (الإسبانية)